# (3924) Birch
(3924) Birch ist ein Asteroid des Hauptgürtels, der am 11. Februar 1977 vom US-amerikanischen Astronomen Edward L. G. Bowell am Palomar-Observatorium (IAU-Code 675) bei der Auswertung von durch Charles Thomas Kowal belichteten Photoplatten entdeckt wurde.
Der Asteroid wurde nach dem australischen Astronomen Peter V. Birch benannt, der seit 1970 am Perth-Observatorium arbeitet, wo er eine Vielzahl von Beobachtungen im Rahmen des International Planetary Patrol Program machte. 1977 war er an der Entdeckung der Ringe des Uranus beteiligt.